# Andréa de Nerciat

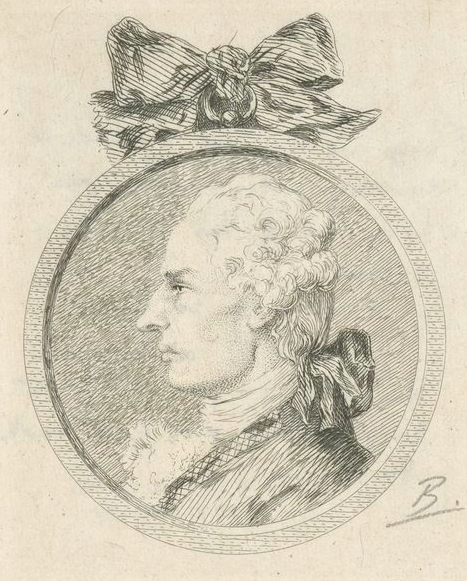
Andréa de Nerciat en un grabado de Félix Bracquemond (1833-1914).

André-Robert Andréa de Nerciat, militar, literato y diplomático francés, nació en Dijon, Francia, en abril de 1739. Falleció en Nápoles, Italia, a finales de enero de 1801.

## Vida
Su padre, de origen napolitano, era abogado del parlamento local. El título de caballero o de barón que utilizaba lo recibió de su padrino, que firmaba Andrea, caballero de Nerciat, y era también abogado, aunque más importante que su padre.
Durante su juventud recibió una buena educación y viajó mucho, estando muy dotado para los idiomas, pues pronto dominó el alemán y el italiano. Sirvió al rey de Dinamarca como capitán de infantería. Volvió a Francia y sirvió en la guardia real de Versalles, perteneciendo al corps des gendarmes de la garde. Esta fue la mejor época de su vida.
En diciembre de 1775 se quedó sin empleo, al ser disuelto el regimiento y licenciados sus miembros por una reforma emprendida por el conde de Saint Germain. Andréa reemprendió sus viajes, visitando Suiza, Bélgica y Alemania, vagabundeos durante los que parece que trabajó como espía del gobierno francés, al menos en parte. En Bélgica conoció y trató a Charles-Joseph, príncipe de Ligne, a quien dedicó una de sus colecciones de cuentos (Contes nouveaux). En 1780 fijó su residencia en Prusia, como asesor y sub-biblitecario del francófilo Federico II, conde de Hessen-Kassel. El bibliotecario era el marqués de Luchet, amigo de Voltaire, que protegió a De Nerciat. Pronto surgieron problemas en el manejo de la biblioteca por parte de su mentor, pero que motivaron la partida de De Nerciat, que pasó a ser director de fortificaciones del duque de Hessen-Rothenburg. Luego volvió a Francia, reemprendiendo su carrera militar y de espía, con viajes a Holanda y Austria en 1788, año en que se le concedió la croix de Saint-Louis, probablemente como recompensa por tales servicios. No se sabe cómo actuó con la llegada de la Revolución francesa, pero terminó saliendo de nuevo de Francia y alistándose en 1792 en el ejército del duque de Brunswick.
En 1793 se encontraba en Liège (Bélgica), actuando como colaborador de Charles Maurice de Talleyrand-Périgord y sus dudosas actividades diplomáticas. En 1797 marchó a Italia para vigilar a Madame Bonaparte, viajando poco después a Nápoles donde, no contento con trabajar para Talleyrand, lo hizo también para la reina María Carolina. El francés terminó quitándolo de su nómina por ello, pero María Carolina, a quien De Nerciat caía bien, lo colocó en la suya y le encomendó una misión ante el papa en Roma. Allí lo sorprendió la invasión de las tropas francesas, mandadas por el general Berthier, quienes lo capturaron en 1798, encarcelándolo durante dos años en el castillo de Sant'Angelo. Cuando fue liberado retornó a Nápoles, pero el paso por la prisión había dejado su huella y murió enfermo y pobre a finales de enero de 1801.
No se tienen apenas datos de su vida personal, ni descripciones o retratos de su físico ni de su carácter. Se sabe que estuvo casado dos veces y que tuvo dos hijos, probablemente de su primer matrimonio, uno de los cuales nació en París y el otro en Cassel.

## Actividad literaria
Parece que De Nerciat empezó a escribir hacia 1770, produciendo por entonces tres novelas: Félicia, ou Mes fredaines, Le Diable au corps y Les Aphrodites ou fragments thali-priapiques pour servir à l'histoire de plaisir. Muchas de sus obras se publicaron anónimamente y en otras utilizó el seudónimo de Docteur Cazzonné, membre extraordinaire de la joyeuse Faculté Phallo-coïro-pygo-glottonomique.
Félicia se publicó en 1775, reimprimiéndose al año siguiente, pero fueron ediciones llenas de errores y realizadas al parecer sin el consentimiento del autor, quien las desaprobó. Solo en 1778 salió una edición supervisada por De Nerciat.
En 1788 se publicó una pequeña obra galante titulada Le Doctorat impromptu. Otras dos que debieron escribirse por la misma época, las novelas eróticas Mon Noviciat, ou les Joies de Lolotte y Monrose, ou le Libertin par fatalité no se publicaron hasta 1792, cuando De Nerciat se encontraba en Liège y colaboraba con el impresor Desoer. También se ocupó de que se reimprimiese entonces Félicia, ya que Monrose es un personaje del primer libro. Al año siguiente se publicó por primera vez Les Aphrodites en las mismas condiciones de autenticidad y en ocho partes, con un grabado cada una, que podían encuadernarse en uno o en dos volúmenes.
La primera parte de Le diable au corps, en cambio, apareció también de forma pirata en Alemania en 1785, bajo el título de Les Ecarts du temperament, ou le Catéchisme de Figaro y volvió a reimprimirse en 1793, pero con el título de Les Ecarts du libertinage et de tempérament. La primera edición auténtica se produjo póstumamente, en 1803.
De Nerciat escribió además varios volúmenes de piezas breves (Les Rendez-vous nocturnes, Les Amants singuliers, Les Galanteries du jeune chevalier Faublas, aparte del ya mencionado Contes nouveaux), así como poesía de naturaleza épica y amorosa. También probó suerte en el teatro. Estando en Estrasburgo, en 1778, dio a la imprenta la comedia Dorimon, ou le Marquis de Clairville, que se había estrenado en Versalles en 1775 sin ningún éxito. Y durante su estancia en Kassel escribió el texto y la música de una ópera cómica, Constance, ou l'Heureuse Félicité, que tuvo muy buena acogida al representarse en la corte.

## El olvido de la posteridad
De Nerciat es un escritor generalmente ignorado por las historias de la literatura, incluso de su propio país, y lo fue ya desde el siglo XIX. Es posible que este olvido se deba fundamentalmente a que la temática de sus obras más importantes está bastante circunscrita y precisamente a un género por el que habitualmente se muestra desdén, el erótico. Y, sin embargo, es un escritor excelente, dotado de gran ingenio y fantasía y con un extraordinario dominio del lenguaje, que entre otras cosas se manifiesta en una continua creación de términos nuevos para atender a sus propios propósitos expresivos. 
Existe un cierto consenso en que lo mejor de su producción se circunscribe a tres obras, precisamente las primeras que al parecer escribió. A la que él concedió más atención y la que se dedicó más asiduamente a promover durante toda su vida fue Felicia. Es también la de tono más mesurado y la más conforme a las convenciones literarias de la época. Pero voces autorizadas han expresado la opinión de que debería ser la última que se leyera.
La cumbre de su creación es sin duda Les Aphrodites, una obra obscena e irreverente, en forma fundamentalmente dialogada (que incluso tiene indicaciones escenográficas; recuérdese su interés por el teatro) y de una brillantez de concepción y de lenguaje espectaculares. Además, es extraordinariamente divertida. La narración se desenvuelve en una especie de castillo o enorme hacienda de lujo utilizada por los miembros de una sociedad dedicada al cultivo del hedonismo, fundamentalmente sexual. Esta especie de francmasonería del placer parece que fue un hecho histórico en la Francia prerrevolucionaria, aunque su abundancia y sus actividades hacían de estos grupos algo mucho menos secreto de lo que suele asociarse con la francmasonería ideológica y política. Lo que se cuentan son las hazañas que en dicha mansión realiza un variopinto conjunto de personajes de todas las clases sociales, pues la igualdad es una de las normas básicas de la fraternidad.
Le diable au corps se ocupa más específicamente de las hilarantes andanzas de una marquesa y de una condesa amiga suya, ambas pertenecientes a la cofradía de Las Afroditas, con el mismo estilo literario y enfoque generales. El ambiente, más normal, más de vivienda ordinaria, por así decirlo, permite más indicaciones sobre las costumbres, las actitudes y los usos de la época, lo que vivifica la narración, por necesidad un poco monótona.
Tanto Les Aphrodites como Le diable au corps se encuentran indudablemente entre las obras maestras de la literatura erótica de todos los tiempos.
Las obras de De Nerciat no tienen pretensiones ideológicas ni políticas, inaugurando así el camino que iba a seguir la literatura erótica a partir del siglo XIX. Tanto hombres como mujeres son insaciables en su lujuria y de unas dotes físicas sobrehumanas, pero a pesar de ello De Nerciat diseña unos personajes verosímiles e interesantes. Se supone que lo que cuenta refleja de alguna manera experiencias tenidas en su juventud por el propio autor y que sus personajes corresponden a individuos reales de la sociedad de su tiempo, pero que actualmente resultan totalmente irreconocibles. Se considera incluso que en el caso de Monrose hay una componente autobiográfica todavía mayor, aunque tampoco se la pueda ya delimitar con ninguna precisión.